# كريستال روبنسون
كريستال روبنسون (بالإنجليزية: Crystal Robinson)‏ مواليد 22 يناير 1974، هي لاعبة كرة سلة أمريكية معتزلة أصبحت مدربة بدأت مسيرتها الاحترافية في سنة 1996. تم اختيارها من قبل فريق نيويورك ليبرتي خلال الدرافت. لعبت مع واشنطن ميستيكس. يبلغ طولها 5 قدم 11 بوصة (1.8 م). اعتزلت اللعب في 2007.

## روابط خارجية
- كريستال روبنسون على موقع الاتحاد الوطني لكرة السلة النسائية (الإنجليزية)
- كريستال روبنسون على موقع كرة السلة الأوروبية.كوم (الإنجليزية)
- كريستال روبنسون على موقع بروبوليرز (الإنجليزية)
- كريستال روبنسون على موقع سبورتس رفرنس (الإنجليزية)